# BRT 1
BRT 1 (in turco: Bayrak Radyo Televizyon 1) è il primo canale televisivo generalista turco-cipriota della televisione pubblica Bayrak.

## Storia
Nato nel 1976, due anni dopo il colpo di stato turco nel nord dell'isola, fa parte del gruppo radiotelevisivo Bayrak che opera con due canali televisivi e cinque stazioni radio.
Pur non avendo, secondo il diritto internazionale, alcuna esistenza giuridica è considerato un canale televisivo "nazionale" da parte delle autorità della Repubblica turca di Cipro del Nord.
Trasmette, in turco, sia sulla rete terrestre nella parte nord dell'isola di Cipro ma il suo segnale è diffuso anche tramite satellite e via web.
Le prime trasmissioni regolari della BRT sono iniziate il 19 luglio 1976. Dall'11 luglio 1979 sono cominciate anche le trasmissioni a colori.

## Posizione di Cipro rispetto a BRT 1
Il governo della Repubblica di Cipro (l'unico internazionalmente riconosciuto), considera BRT 1 una televisione pirata e ciò viene evidenziato con un messaggio in sovraimpressione, ogni volta che si usa come fonte di informazione un'immagine o un filmato di BRT 1.